# Kawasaki Frontale
Kawasaki Frontale (japonsky 川崎フロンターレ) je japonský fotbalový klub z města Kawasaki hrající v J1 League. Klub byl založen v roce 1955 pod názvem Fujitsu SC. Svá domácí utkání hraje na Kawasaki Todoroki Stadium.

## Úspěchy
- J1 League: 2017, 2018
- J.League Cup: 2019

## Významní hráči
- Takajuki Suzuki
- Kengo Nakamura
- Naoki Sóma
- Eidži Kawašima
- Džun’iči Inamoto
- Jú Kobajaši
- Rjóta Óšima
- Jošito Ókubo
- Šógo Taniguči
- Šintaró Kurumaja
- Takajuki Morimoto
- Akihiro Ienaga
- Manabu Saitó
- Hulk
- Guido Alvarenga